# Tổng Tư lệnh Quân đội Hoàng gia Campuchia
Tổng Tư lệnh Quân đội Hoàng gia Campuchia (tiếng Khmer: អគ្គមេបញ្ជាការនៃកងយោធពលខេមរភូមិន្ទ) là sĩ quan cấp cao nhất của Quân đội Hoàng gia Campuchia chịu trách nhiệm duy trì chỉ huy tác chiến của quân đội và các binh chủng chủ yếu của quân đội nước này.

## Danh sách Tổng Tư lệnh qua các thời kỳ

### Quân đội Quốc gia Khmer (1970–1975)
| Số | Chân dung | Tên (Sinh–Mất)                 | Nhiệm kì         | Nhiệm kì | Nhiệm kì | Tham khảo |
| Số | Chân dung | Tên (Sinh–Mất)                 | Nhậm chức        | Rời chức | Tại chức | Tham khảo |
| -- | --------- | ------------------------------ | ---------------- | -------- | -------- | --------- |
| 1  |           | Sosthène Fernandez (1923–2006) | Tháng 3 năm 1970 | 1975     | 4–5 năm  |           |

### Quân Giải phóng Campuchia (1977–1979)
| Số | Chân dung | Tên (Sinh–Mất)      | Nhiệm kỳ  | Nhiệm kỳ | Nhiệm kỳ | Tham khảo |
| Số | Chân dung | Tên (Sinh–Mất)      | Nhậm chức | Rời chức | Tại chức | Tham khảo |
| -- | --------- | ------------------- | --------- | -------- | -------- | --------- |
| 1  |           | Pol Pot (1925–1998) | 1977      | 1979     | 1–2 năm  |           |

### Quân đội Cách mạng Nhân dân Campuchia (1979–1989)
| Số | Chân dung | Tên (Sinh–Mất)          | Nhiệm kỳ  | Nhiệm kỳ | Nhiệm kỳ | Tham khảo |
| Số | Chân dung | Tên (Sinh–Mất)          | Nhậm chức | Rời chức | Tại chức | Tham khảo |
| -- | --------- | ----------------------- | --------- | -------- | -------- | --------- |
| 1  |           | Heng Samrin (sinh 1934) | 1979      | 1989     | 9–10 năm |           |

### Quân đội Nhân dân Campuchia (1989–1993)
| Số | Chân dung | Tên (Sinh–Mất)          | Nhiệm kỳ  | Nhiệm kỳ | Nhiệm kỳ | Tham khảo |
| Số | Chân dung | Tên (Sinh–Mất)          | Nhậm chức | Rời chức | Tại chức | Tham khảo |
| -- | --------- | ----------------------- | --------- | -------- | -------- | --------- |
| 1  |           | Heng Samrin (sinh 1934) | 1989      | 1993     | 3–4 năm  |           |

### Quân đội Hoàng gia Campuchia (1993 đến nay)
| Số | Chân dung         | Tên (Sinh–Mất)                                                  | Nhiệm kỳ            | Nhiệm kỳ            | Nhiệm kỳ        | Tham khảo   |
| Số | Chân dung         | Tên (Sinh–Mất)                                                  | Nhậm chức           | Rời chức            | Tại chức        | Tham khảo   |
| -- | ----------------- | --------------------------------------------------------------- | ------------------- | ------------------- | --------------- | ----------- |
| 1  | Norodom Ranariddh | Norodom Ranariddh (1944–) trên cương vị là Đồng Tổng Tư lệnh    | 1 tháng 11 năm 1993 | 7 tháng 7 năm 1997  | 3 năm, 248 ngày | [ 1 ] [ 2 ] |
| 1  | Hun Sen           | Hun Sen (1952–) trên cương vị là Đồng Tổng Tư lệnh đến năm 1997 | 1 tháng 11 năm 1993 | 28 tháng 1 năm 1999 | 5 năm, 88 ngày  | [ 1 ] [ 2 ] |
| 2  | Ke Kim Yan        | Đại tướng Ke Kim Yan                                            | 28 tháng 1 năm 1999 | 23 tháng 1 năm 2009 | 9 năm, 361 ngày | [ 1 ] [ 3 ] |
| 3  | Pol Saroeun       | Đại tướng Pol Saroeun                                           | 23 tháng 1 năm 2009 | 30 tháng 6 năm 2018 | 9 năm, 130 ngày | [ 3 ]       |
| –  | Sao Sokha         | Đại tướng Sao Sokha Quyền                                       | 2 tháng 7 năm 2018  | 6 tháng 9 năm 2018  | 96 ngày         | [ 4 ] [ 5 ] |
| 4  | Vong Pisen        | Đại tướng Vong Pisen                                            | 6 tháng 9 năm 2018  | Incumbent           | 6 năm, 258 ngày | [ 6 ]       |